# Чешка Требова
Чешка Требова (чеш. Česká Třebová) град је у Чешкој Републици. Чешка Требова је четврти по величини град управне јединице Пардубички крај, у оквиру којег је насеље у округу Усти на Орлици.

## Географија
Град Чешка Требова се налази у средишњем делу Чешке републике. Град је удаљен од 180 км источно од главног града Прага, а од првог већег града, Пардубица, 70 км југоисточно.
Чешка Требова се налази у источном делу Бохемије. Град лежи на у области Чехоморавског горја, на приближно 370 м надморске висине. Кроз град протиче истоимена река Требовка, притока Лабе. Око од града издижу планине Палице и Козловски Хопец.

## Историја
Подручје Чешке Требове било је насељено још у доба праисторије. Насеље под данашњим називом први пут се у писаним документима спомиње у 1278. године, а насеље је 1292. године имало градска права.
1919. године Чешка Требова је постала део новоосноване Чехословачке. 1938. године Чешка Требова, као насеље са немачком већином, је отцепљена од Чехословачке и припојена Трећем рајху у склопу Судетских области. После Другог светског рата месни Немци су се присилно иселили из града у матицу. У време комунизма град је нагло индустријализован. После осамостаљења Чешке дошло је до пада активности индустрије и тешкоћа са преструктурирањем привреде.

## Становништво
Чешка Требова данас има око 17.000 становника и последњих година број становника у граду опада. Поред Чеха у граду живе и Словаци и Роми.

## Партнерски градови
- Аграте Бријанца
- Олава
- Свит

## Галерија
- Предео изнад града
- Градска саборна Црква св. Јакова
- Гимназија
- Стара црква - Ротонда св. Катарине